# Most Southwark, London
Most Southwark (angleško Southwark Bridge) je ločni most v Londonu za promet, ki povezuje okrožje Southwark in mesto čez reko Temzo. Poleg tega, ko so drugi zaprti zaradi začasnih popravil, ima najmanj prometa od mostov čez Temzo v Londonu.

## Zgodovina
Prejšnji most, ki ga je zasnoval John Rennie starejši, so na tem mestu odprli leta 1819. Na Caryjevem zemljevidu Londona iz leta 1818 je bil označen kot most Queen Street. Vsi naslednji zemljevidi ga označujejo kot Southwark Bridge. Most je bil sestavljen iz treh velikih razponov iz litega železa, podprtih z granitnimi stebri. Most je bil znan po tem, da je imel najdaljši razpon iz litega železa, 73 m, kadar koli narejen. Ni presenetljivo, da je postal pogovorno znan kot »Železni most«, kot je med drugim omenjen v Mali Dorrit Charlesa Dickensa. Konstrukcija je bila ulita v Masbroughu v Rotherhamu. Šlo je za komercialno plačljivo operacijo, ki je poskušala konkurirati bližnjim brezplačnim mostovom Blackfriars in London Bridges, vendar je podjetje bankrotiralo, njegove deleže pa je prevzelo podjetje Bridge House Estates, ki je leta 1864 ukinilo cestnino.
Nov most na tem mestu sta zasnovala Ernest George in Basil Mott. Zgradil ga je sir William Arrol & Co., odprli pa so ga 6. junija 1921.
Na polovici mostu na zahodni strani je plošča z napisom:
Re-built by the Bridge House Estates Committee
of the Corporation of London
1913-1921
Opened for traffic by their Majesties
King George V and Queen Mary
6th June 1921
Sir Ernest Lamb CMG, JP Chairman
Basil Mott, CB Engineer
Sir Ernest George RA Architect
Most omogoča dostop do ulice Upper Thames Street na severnem bregu in zaradi jeklenega obroča ni več cestnega dostopa do mesta in severa. Most je v lasti in vzdrževanju Bridge House Estates, dobrodelnega sklada, ki ga nadzoruje City of London Corporation. Sedanji most je leta 1995 dobil status zaščite II. stopnje.
- John Rennie je leta 1819 dokončal most Southwark
- Delnica družbe Southwark Bridge Company, izdana 14. februarja 1817
- Plošča na zahodni strani mostu

## V bližini
Na severozahodni strani je Vintners' Court, pisarniški blok iz 1990-ih, ki ima klasično fasado s stebri in pedimentom; razvit je bil na lokaciji v lasti Worshipful Company of Vintners, katere dvorana je za njim na Upper Thames Street.
Južni konec je blizu Tate Modern, muzeja Clink Prison, gledališča Globe ter stavb Financial Times in Ofcom. Pod mostom na južni strani je nekaj starih stopnic, ki so jih nekoč uporabljali vodnarji Temze kot kraj za privez svojih čolnov in čakanje na stranke.
Pod mostom na južni strani je tunel za pešce, del nasipa Queen's Walk, ki vsebuje friz, ki prikazuje ledene sejme v Temzi.
Po mostu poteka kolesarska cesta 7.

## V popularni kulturi
- Most Southwark se pojavlja v številnih filmih, vključno s Harry Potter in Feniksov red (2007).
- Krem pobarvane hiše na južni strani mostu, Anchor Terrace, takoj za stavbo FT, so bile uporabljene za zunanje posnetke skupne hiše v This Life.
- 'Železni most' iz leta 1819-1920 je omenjen v prvem stavku knjige Naš skupni prijatelj Charlesa Dickensa in večkrat v njegovi Mali Dorrit, kjer v 24. poglavju identificira cestnino kot en peni.
- V Disneyjevem filmu Mary Poppins iz leta 1964 družina Banks zmotno misli, da je George W. Banks naredil samomor s skokom z mostu, potem ko je bil odpuščen iz službe v banki.
- DCI Luther in Alice Morgan se srečata na Southwark Bridgeu v finalu 3. sezone BBC-jeve kriminalne drame Luther.
- Most se pojavi v zadnjem prizoru Lock, Stock and Two Smoking Barrels s Tomom, ki se nagne čez most z mobilnim telefonom v ustih, pripravljenim, da vrže starinsko orožje v reko Temzo.